# Better halves
"Better Halves" es el sexto episodio de la serie de televisión estadounidense Héroes.

## Trama
Peter Petrelli e Isaac Méndez, tras observar detalladamente las pinturas, llegan a la conclusión de que son una serie de escenas que ocurrirán consecutivamente y en el mismo lugar, y que la vida de una animadora peligra. El teléfono suena e Isaac le dice a Peter que lo ignore, que sólo se trata de un japonés molesto que le deja mensajes, pero Peter, usando como guía la visita de Hiro del futuro, atiende la llamada y se comunica con Hiro informándole sobre el mensaje: «salva a la animadora, salva al mundo». Peter se entera de que falta una pintura para terminar de armar el rompecabezas, e Isaac le comunica que la pintura fue vendida por Simone y Peter se dispone a recuperarla. Más tarde se puede ver a Isaac siendo visitado por Eden.
Hiro Nakamura y Ando, luego de conversar con Peter, son alcanzados por los mismos hombres a quienes le hicieron trampa en el juego de póquer, solo que esta vez se muestran más amistosos que antes e inclusive los invitan a jugar una revancha, pero Ando descubre armas en una de las maletas de los hombres, se lo advierte a Hiro e intentan escapar. Durante el progreso los hombres son asesinados por una mujer desconocida y Hiro se desanima al no poder salvarlos. 
Claire Bennet se entera, de boca de Noah, que por fin tendrá la oportunidad de conocer a sus padres biológicos, sin embargo comienza a preguntarse que tipo de conversación podría tener con estos. Los padres biológicos llegan a la residencia, y le explican a Claire que la pusieron en adopción cuando su madre no la quiso y su padre se separó de ella, mientras Claire intenta descubrir, cuidadosamente, si ellos poseen alguna habilidad, pero al no comprenderla deduce que no la tienen. Una vez que se marchan Noah los alcanza y se revela que ellos son una pareja contratada para fingir ser los padres de Claire. 
Niki se encuentra en su hogar levantándose de una  pesadilla, un ruido es escuchado y, cuando va a investigar, descubre que se trata del propio D. L. en su hogar. Niki, sorprendida por la astucia de D.L para burlar a los guardias, le advierte sobre avisar a la policía, pero éste le dice que no se irá además la dejará atender a los policías y cuando Niki ve a los policías cubre al fugitivo y les dice que todo está bien. Más tarde ella, molesta porque D.L la abandonó, lo hace dormir en el sillón, pero luego de considerar por un momento su matrimonio se reconcilian. Al día siguiente D. L. le informa a Niki que él sabe que su equipo fue asesinado por una mujer que le tendió una trampa y que le robó el dinero que él y su equipo le robaron a Linderman, así como que tiene testigos que lo ayudaran a identificarla. Momentos después, Niki y D. L., llegan al lugar donde se encuentran los testigos, pero solo logran encontrar a los hombres asesinados brutalmente. Niki le revela a D. L. que ya había visto el mismo patrón de asesinato en el garaje de su casa con unos cobradores del Sr. Linderman. Una vez en su hogar Niki, estresada, comienza a ver cosas extrañas hasta que finalmente su otro yo se presenta ante ella revelándole que fue la que mató a los testigos y robó los dos millones de D. L. Jessica le da la opción a Niki de tomar los millones y huir con Micah, pero es descubierta por D. L. en el progreso y ambos comienzan a pelear y cuando Micah aparece en escena D. L. aprovecha esto para noquear a Niki usando su poder de intangibilidad.